# زیردریایی یو-۶۲۶
زیردریایی یو-۶۲۶ (به انگلیسی: German submarine U-626) یک زیردریایی بود که طول آن ۶۷٫۱ متر (۲۲۰ فوت ۲ اینچ) بود. این زیردریایی در سال ۱۹۴۲ ساخته شد.